# Lunca Merilor
Lunca Merilor románul: Lunca Merilor, falu Romániában, Erdélyben, Fehér megyében. Közigazgatásilag Bisztra községhez tartozik.

## Fekvése
Bisztra mellett fekvő település.

## Története
Lunca Merilor korábban Bisztra része volt. 1956-ban vált külön 95 lakossal.
1966-ban 128, 1977-ben 129, 1992-ben 154, a 2002-es népszámláláskor 153 román lakosa volt.